# Mustasaari (ö i Finland, Norra Savolax, Inre Savolax, lat 62,71, long 26,95)
Mustasaari är en ö i Finland. Den ligger i sjön Iisvesi, Virmasvesi och Rasvanki och i kommunen Suonenjoki i den ekonomiska regionen  Inre Savolax ekonomiska region  och landskapet Norra Savolax, i den centrala delen av landet, 300 km norr om huvudstaden Helsingfors. Öns area är 13 hektar och dess största längd är 1 kilometer i sydöst-nordvästlig riktning.